# 21671 Warrener
21671 Warrener este un asteroid din centura principală de asteroizi.

## Descriere
21671 Warrener este un asteroid din centura principală de asteroizi. A fost descoperit pe 7 septembrie 1999 la Socorro, New Mexico, în cadrul proiectului LINEAR. Asteroidul prezintă o orbită caracterizată de o semiaxă mare de 2,60 ua, o excentricitate de 0,05 și o înclinație de 14,7° în raport cu ecliptica.